# Cleptometopus luteonotatus
Cleptometopus luteonotatus là một loài bọ cánh cứng trong họ Cerambycidae.